# Москвин, Виктор Александрович
Ви́ктор Алекса́ндрович Москви́н (род. 5 января 1955 года, Алабушево, Солнечногорский район, Московская область) — советский и российский историк, деятель культуры, издатель. Заслуженный работник культуры Российской Федерации (2006).

## Краткая биография
В 1973—1975 годах — научный сотрудник Останкинского дворца-музея. В 1978 году окончил исторический факультет Калининского государственного университета. В 1979—1982 годах работал в Мемориальном музее космонавтики в Москве; в 1982—1992 годах — во Всероссийской государственной библиотеке иностранной литературы им. М. И. Рудомино (ГБИЛ), где прошёл путь от младшего научного сотрудника до заместителя генерального директора.
В 1990 году инициировал и организовал в ГБИЛ первую в России выставку парижского русскоязычного издательства «ИМКА-Пресс». Эта выставка положила начало возвращению на Родину исторического и литературного наследия русской эмиграции.
По предложению Москвина в 1991 году было создано издательство «Русский путь» (генеральный директор), а в 1995 году при поддержке и участии А. И. и Н. Д. Солженицыных, Н. А. Струве, московских городских властей — Общедоступная библиотека-фонд «Русское зарубежье» (ныне государственное бюджетное учреждение культуры «Дом русского зарубежья имени Александра Солженицына»).
Кандидат исторических наук (тема диссертации «Цензура и распространение иностранных изданий в Москве (вторая половина XIX — начало XX в.)»).
Москвин — автор большого количества научных статей в российских и зарубежной периодике по теме «Русское зарубежье».
Москвин — член жюри литературной премии Александра Солженицына (с 2009 года), член совета Московского регионального отделения Императорского православного палестинского общества, член Совета по книгоизданию при Правительстве Москвы, заместитель председателя общественного совета при префекте Центрального административного округа Москвы, член Правительственной комиссии по делам соотечественников за рубежом, член совета Российского исторического общества, член общественного совета Россотрудничества, член наблюдательного совета Московского дома соотечественника, член Ученого совета Всероссийского историко-этнографического музея, член попечительского совета ВГБИЛ им. М.И. Рудомино, член попечительского совета Тверского государственного университета.
Москвин входит в список доверенных лиц  В. В.Путина (№ 306, с 7 февраля 2012 г.)  и 

## Награды и почётные звания
- Орден Дружбы (20 апреля 2014 года) — за достигнутые трудовые успехи, значительный вклад в социально-экономическое развитие Российской Федерации, заслуги в гуманитарной сфере, активную законотворческую и общественную деятельность, многолетнюю добросовестную работу[6].
- Заслуженный работник культуры Российской Федерации (1 августа 2006 года) — за заслуги в области культуры и многолетнюю плодотворную работу[7].
- Благодарность Президента Российской Федерации (3 июля 2008 года) — за большой вклад в популяризацию русского языка и русской культуры за рубежом[8].
- Лауреат премии Правительства Российской Федерации в области культуры (2009).
- Государственная премия Российской Федерации в области литературы и искусства 2021 года (9 июня 2022 года) — за просветительскую деятельность по возвращению, сохранению и популяризации наследия русской эмиграции[9].
- Знак отличия «За безупречную службу городу Москве» XL лет (24 января 2025 года) — за многолетнюю плодотворную деятельность на благо города Москвы и москвичей[10].
- Почётная грамота Московской городской думы (1 декабря 2010 года) — за заслуги перед городским сообществом[11].
- Почётный памятный знак «Орден имени Императора Александра III» (Императорское православное палестинское общество, 2022 год)[12].